# Дворец спорта (Минск)
«Дворец спорта» (бел. «Палац спорту», полное название «Культурно-спортивное республиканское унитарное предприятие „Дворец спорта“») — многофункциональный спортивно-концертный комплекс в городе Минске, Беларусь.
Расположен в центре города в Центральном районе, в исторической локации Татарские огороды, между проспектом Победителей и рекой Свислочь. Дворец может принимать соревнования по 22 видам спорта, а также концерты и другие зрелищные мероприятия. Вместимость в спортивном варианте составляет 3311 зрителей, в концертном — 4500.

## История
Проект Республиканского Дворца спорта был разработан авторским коллективом института «Белгоспроект» в составе главного архитектора С. Д. Филимонова, архитектора В. Н. Малышева и главного инженера проекта В. В. Коржевского. Строительство велось с сентября 1963 года по май 1966 года. Особенностью проекта было асимметричное расположение зрителей на стационарных трибунах и сцена на противоположной стороне спортивной площадки. Данное решение в сочетании с использованием сборных трибун в партере позволяло превращать арену в концертный зал. Внешне Дворец спорта напоминает построенный в 1958 году Винер Штадтхалле в Вене. Проект в СССР стал типовым и был реализован также в Челябинске, Днепропетровске, Волгограде. В 1984 году Дворец спорта включён в Перечень памятников истории и культуры БССР.

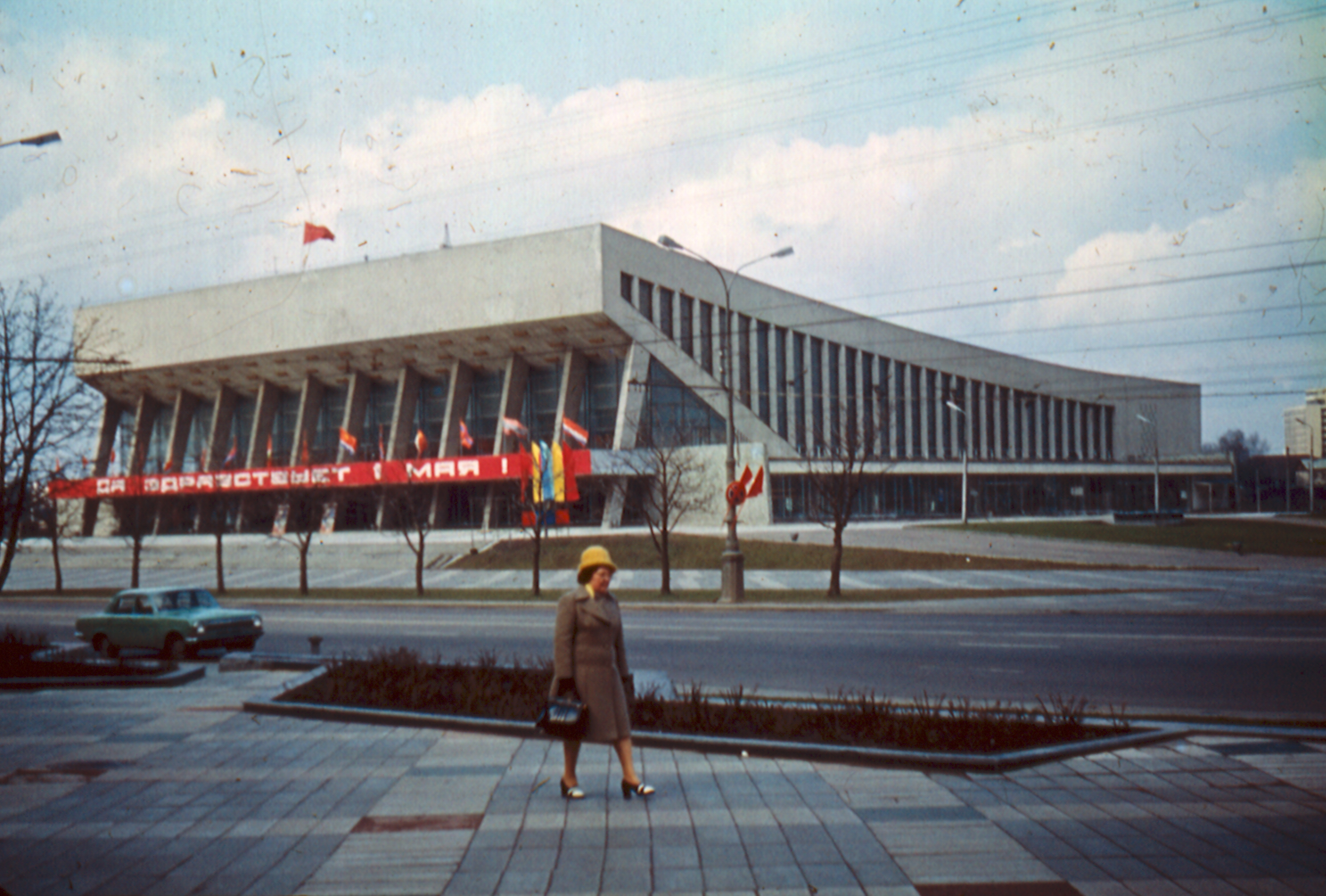
Дворец спорта.1981 год

В 1960-е — 1980-е годы во Дворце спорта проводились крупнейшие республиканские соревнования, а также союзные чемпионаты и международные турниры по борьбе, фехтованию, боксу, тяжёлой атлетике, спортивной и художественной гимнастике и другим видам спорта. Здесь проводили свои матчи в союзных чемпионатах хоккейный клуб «Динамо» и гандбольный «СКА». Кроме того, во Дворце проводились крупнейшие концерты и республиканские партийные собрания.
В 1965 году на стройплощадке Дворца спорта был снят один из эпизодов фильма «Любимая» киностудии «Беларусьфильм» с Александрой Назаровой и Виталием Соломиным в главных ролях.
В 1990-е годы помещения Дворца сдавались в аренду, на арене проводились выставочные мероприятия, а спортивных соревнований практически не проводилось. В 2001—2004 годах была проведена поэтапная реконструкция Дворца спорта: обновлены фасады здания, заменено холодильное, световое и звуковое оборудование, установлена система кондиционирования воздуха, заменены сидения для зрителей, установлено новое электронно-информационное табло.

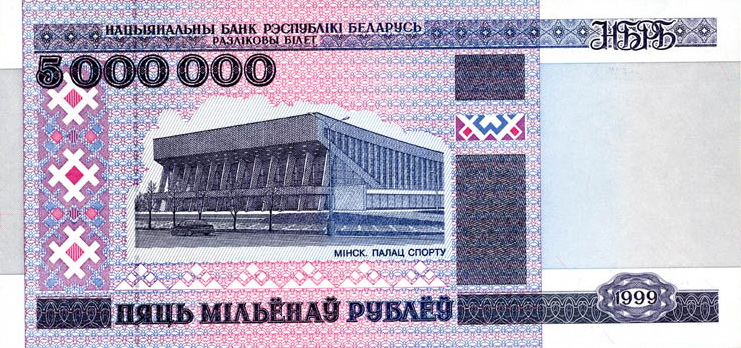
Пять миллионов рублей (1999)

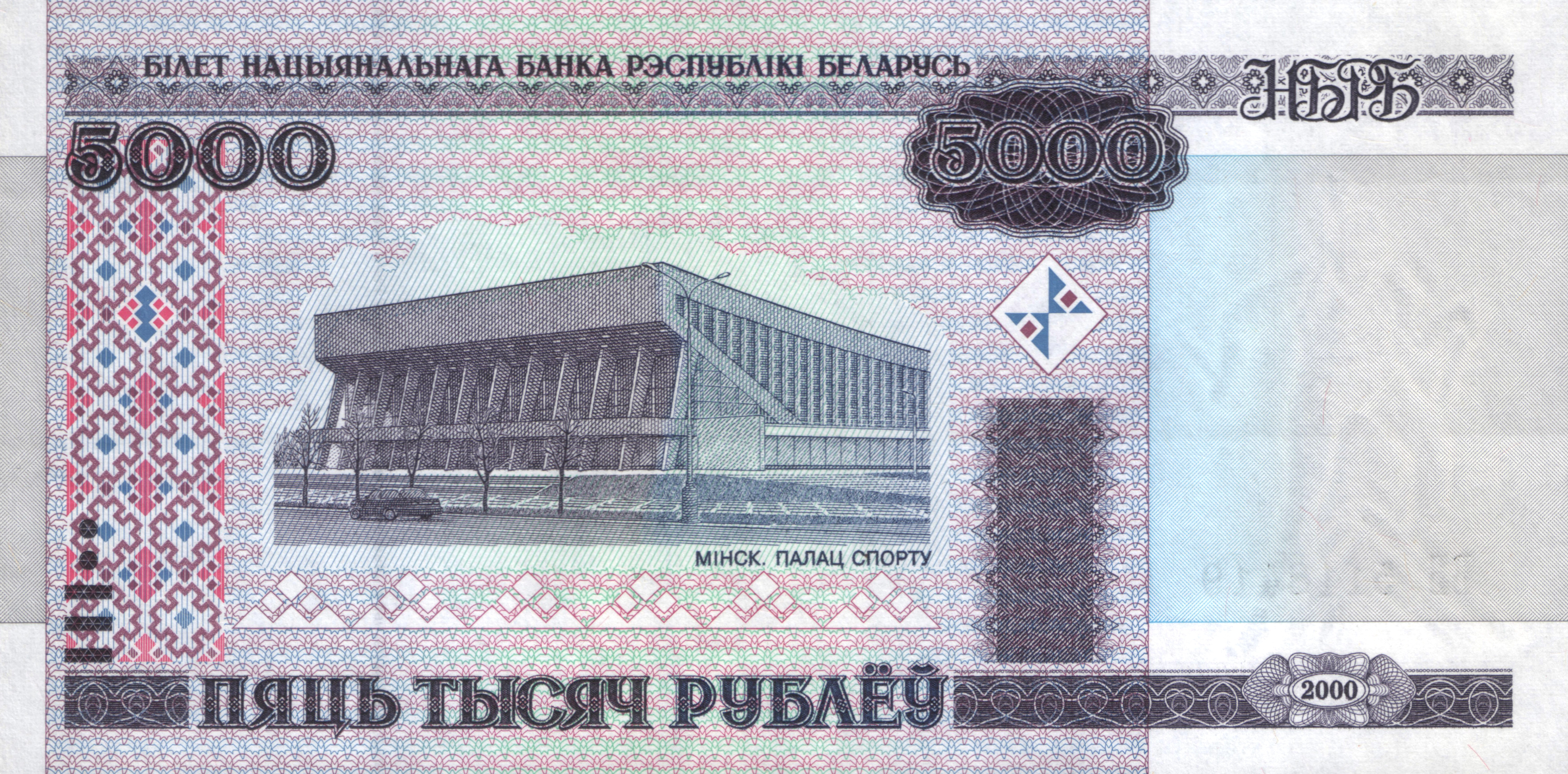
Пять тысяч рублей (2000)

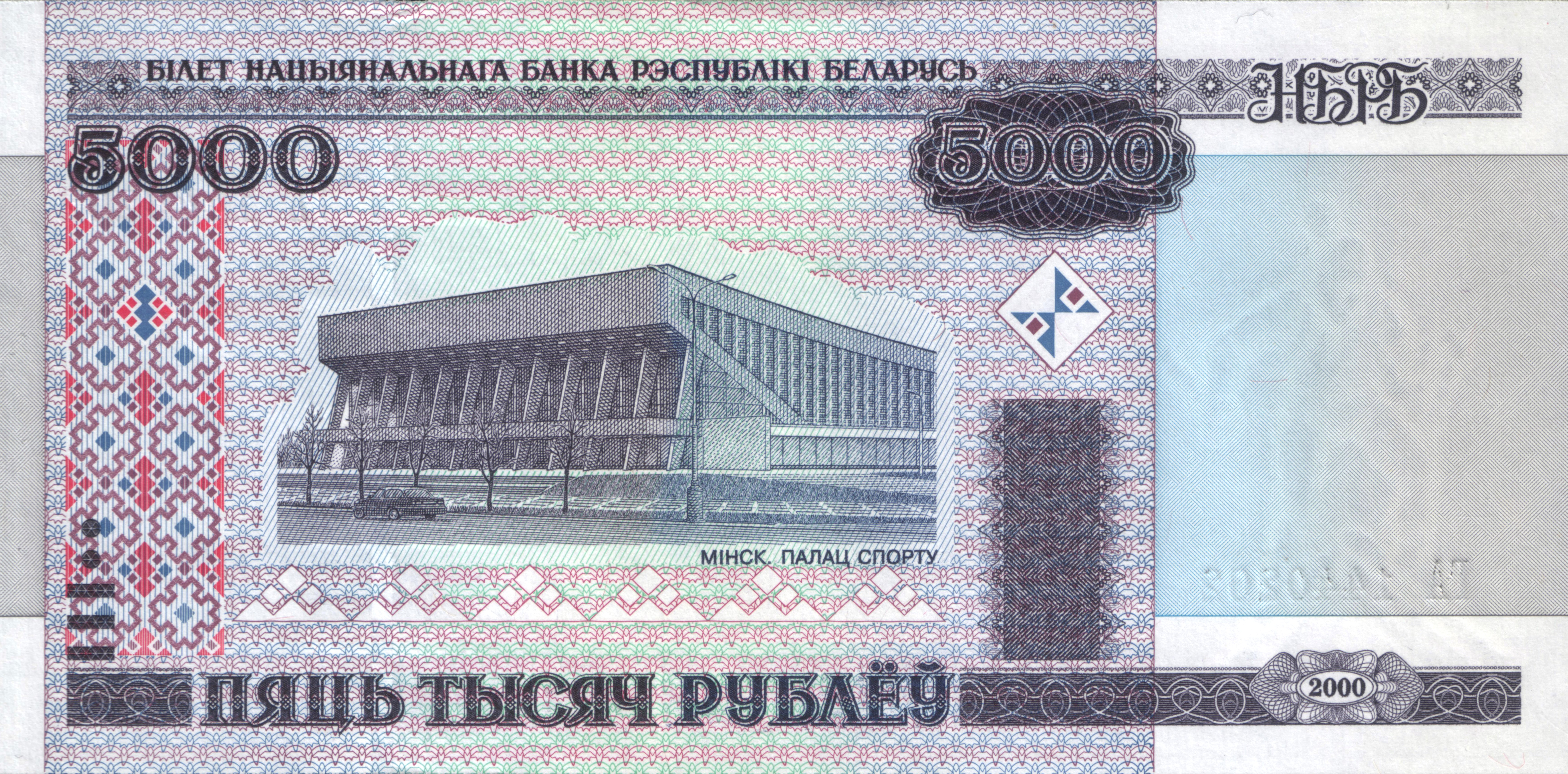
Пять тысяч рублей (2011)

Изображение Дворца спорта присутствует на лицевой стороне купюры в 5 000 000 рублей 1999 года выпуска. После деноминации 2001 года изображение сохранилось на купюре в 5000 рублей, которая являлась денежным знаком в 2000—2017 гг.
В феврале 2018 года директор Дворца спорта был задержан по подозрению в совершении коррупционных преступлений. В феврале 2019 года суд начал разбирательство по делу Прановича. Его обвиняют в хищении путем злоупотребления служебными полномочиями, мошенничестве в крупном размере, получении взятки в особо крупном размере, покушении на получение взятки, подстрекательстве к даче взятки.

### Крупнейшие соревнования
- 1967 — чемпионат Европы по греко-римской борьбе (19-21 мая)
- 1971 — чемпионат Европы по спортивной гимнастике (женщины)
- 1975 — чемпионат мира по борьбе
- 1981 — чемпионат Европы по хоккею среди юниоров
- 1986 — чемпионат мира по баскетболу среди женщин (предварительные матчи, финал в Москве)
- 2004 — чемпионат мира по хоккею среди юниоров
- 5—11 апреля 2010 года — чемпионат Европы по тяжёлой атлетике
- 13—23 апреля 2010 года — чемпионат мира по хоккею среди юниоров
- 2013 — чемпионат Европы по боксу

### Концерты и музыкальные мероприятия
| - Nazareth — (22 ноября 1999 года). - Deep Purple — (5 ноября 2000 года), (27 марта 2011 года). - Motörhead — (4 декабря 2000 года). - Наталья Орейро — (13 марта 2002 года), (14 декабря 2014 года). - Whitesnake — (10 ноября 2004 года). - Accept — (29 апреля 2005 года), (7 марта 2011 года). - Земфира — (1 октября 2005 года), (20 февраля 2008 года). - Ронни Джеймс Дио — (2 октября 2005 года). - W.A.S.P. — (8 ноября 2006 года). - «Король и Шут» — (3 июня 2006 года)(22 апреля 2007 года), (20 апреля 2009 года), (28 марта 2010 года совместно с рок-группой «Кукрыниксы»). - Тото Кутуньо — (17 ноября 2007 года). - Брайан Адамс — (2 декабря 2007 года). - Григорий Лепс — (25 февраля 2008 года). - Валерий Меладзе — (23 марта 2008 года). - Europe — (28 марта 2008 года). - Томас Андерс — (18 апреля 2008 года). - «Ляпис Трубецкой» — (9 мая 2008 года), (9 марта 2009 года). - «Океан Ельзи» — (29 мая 2008 года), (12 мая 2010 года). - Тарья Турунен — (4 ноября 2008 года). - Scorpions — (7 ноября 2008 года). - Вячеслав Бутусов — (7 декабря 2008 года), (27 мая 2010 года вместе с Ю-Питер). - Over The Rainbow — (14 февраля 2009 года). - Sepultura — (4 марта 2009 года). - Jethro Tull — (10 марта 2009 года). - Marilyn Manson — (21 декабря 2012 года). - Backstreet Boys— (24 февраля 2014 года). | - Smokie — (28 марта 2009 года), (10 декабря 2010 года). - «Кипелов» — (16 апреля 2009 года), (29 апреля 2011 года). - Энрике Иглесиас — (24 апреля 2009 года). - Алла Пугачёва — (7 мая 2009 года). - Александр Рыбак — (28 сентября 2009 года). - МакSим — (17 октября 2009 года), (2 марта 2011 года). - «Сплин» — (25 октября 2009 года). - Scooter — (27 октября 2009 года). - Крис Ри — (14 февраля 2010 года). - Ванесса Мэй — (20 июня 2010 года). - Limp Bizkit — (5 октября 2010 года) (2 декабря 2013 года). - Гару — (21 октября 2010 года). - A-Ha — (6 ноября 2010 года). - Владимир Кузьмин — (15 ноября 2010 года). - «Мумий Тролль» — (24 ноября 2010 года). - Стас Михайлов — (29 января 2011 года). - Пельтье, Брюно — (17 мая 2011 года). - KoЯn — (26 мая 2011 года), (17 мая 2014 года). - Hurts — (11 октября 2011 года), (12 марта 2016 года), (12 ноября 2017 года). - 30 Seconds To Mars — (4 ноября 2011 года). - «Звери» — (12 марта, 13 марта 2005 года), (23 ноября 2006 года), (28 февраля 2008 года), (28 февраля 2009 года). - Bring Me The Horizon — (6 декабря 2015 года). - Hollywood Undead — (8 ноября 2014 года). - Three Days Grace — (28 января 2016 года). - Placebo — (22 сентября 2012 года). - The Rasmus — (23 сентября 2013 года). |

## Описание арены

### Большая арена
Главная арена Дворца спорта представляет собой универсальный спортивно-зрелищный зал с хоккейной коробкой размерами 61×30 метров, которая за несколько часов трансформируется в площадку для проведения другого спортивного мероприятия или концерта. В этом случае укладывается покрытие, предохраняющее лед от таяния и от проникновения холода наружу, на котором устанавливается сборная сцена, помост, либо укладывается паркет.
Общая вместимость трибун составляет: в спортивном варианте — 3311 зрителей (в том числе главная трибуна — 3074 мест, малые трибуны — 237 мест), в концертном варианте — 4500 зрителей.
Кроме главной арены во Дворце имеются тренажерный зал, зал для занятий фитнесом, четыре раздевалки, бытовые, административные, технологические и другие помещения, обеспечивающие жизнедеятельность здания. В главном фойе Дворца спорта расположены шесть гардеробов для зрителей, два магазина хоккейной амуниции, а на цокольном этаже — клуб «Овертайм».

### Малая арена

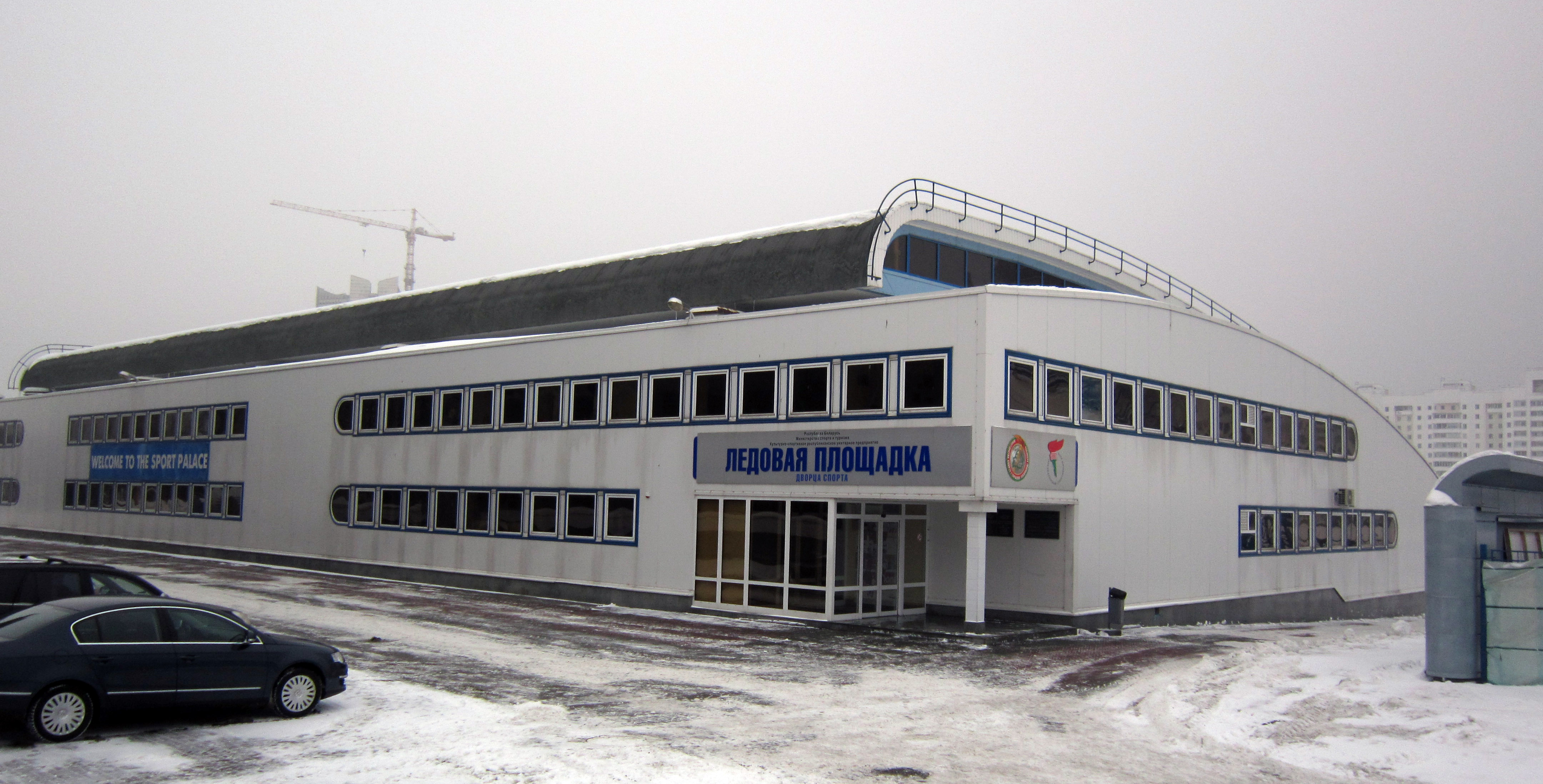
Малая арена

В 1999 году на месте открытой площадки позади Дворца спорта была построена крытая тренировочная арена. Кроме хоккейной коробки (61×30 м) и трибун на 300 зрителей, имеются световое табло, судейская, бытовые помещения для хоккеистов, тренерские комнаты, спортивно-тренажерный зал, помещение для медицинского оборудования, технологические помещения, обеспечивающие функционирование здания. Малая арена Дворца спорта используется в основном как площадка для учебно-тренировочных занятий по хоккею и фигурному катанию.